# 喻燭
喻燭（？—？），江西新建人，明朝政治人物。举人出身。

## 生平
萬曆四年（1576年）舉丙子科江西鄉試。万历二十一年（1593年），擔任明朝廣州府新安縣知縣。后由葉宗舜接任。